# Montenero Sabino
Montenero Sabino là một đô thị ở tỉnh Rieti trong vùng Latium, có khoảng cách khoảng 50 km về phía đông bắc của Roma và cách khoảng 14 km southvề phía tây của Rieti. Tại thời điểm ngày 31 tháng 12 năm 2004, đô thị này có dân số 319 người và diện tích là 22,7 km².
Montenero Sabino giáp các đô thị: Casaprota, Mompeo, Monte San Giovanni in Sabina, Rieti, Torricella in Sabina.